# Хояха (приток Етыпура)
Хояха (устар. Косымы-Яха) — река в России, протекает в Ямало-Ненецком автономном округе. Впадает в Етыпур на 72 км от его устья. Длина реки — 78 км.

## Данные водного реестра
По данным государственного водного реестра России относится к Нижнеобскому бассейновому округу, водохозяйственный участок реки — Пур. Речной бассейн реки — Пур.